# Musse Pigg som brandsoldat
Musse Pigg som brandsoldat (engelska: The Fire Fighters) är en amerikansk animerad kortfilm med Musse Pigg från 1930.

## Handling
Det brinner hemma hos Mimmi Pigg, och Musse Pigg och några vänner som brandsoldat beslutar sig för att släcka elden. Klasse tar med munnen vatten från en damm för att släcka elden.

## Om filmen
Filmen är den 19:e Musse Pigg-kortfilmen som producerades och den fjärde som lanserades år 1930.
Musse Pigg kom att göra om rollen som brandman 5 år senare i filmen Musse Piggs brandkår 1935.
När filmen hade svensk premiär den 26 oktober 1931 visades den som förfilm till Falska miljonären med Fridolf Rhudin på biograferna Stockholm i Stockholm, Skandia i Uppsala och Röda Kvarn i Örebro.

## Rollista
- Walt Disney – Musse Pigg
- Marcellite Garner – Mimmi Pigg[6]